# Skvotiranje u Srbiji
Skvotiranje kao vid aktivizma se javlja u Srbiji početkom 2000-tih.
U Beogradu je između 2003. i 2005. postojalo nekoliko skvotova koji su služili kao društveni centri, među kojima su bili Rebel House, AKC Akcija i KUDRUC.
Nakon 2011. ponovo se javlja interesovanje za okupaciju napuštenih prostora i nastaju Inex galerija, Novi bioskop Zvezda i Kvaka 22.

## Pozadina i preteče
Korišćenje i adaptacija napuštenih prostora u Srbiji vuče poreklo od 1841. godine kada je u carinarnici na obali Save – staroj Đumrukani, odigrana prva pozorišna predstava. U nedovršenoj evangelističkoj crkvi na Dorćolu nastao je „Bitef”, a BIP pivara u Skadarliji bila je pozorište krajem osamdesetih.
Tokom vlasti Saveza komunista Jugoslavije, država (a kasnije republike, zatim samoupravna preduzeća i u kasnim fazama samoupravne stambene zajednice) je godišnje gradila više desetina hiljada društvenih stanova koji su dodeljivani zaposlenima. Međutim, već početkom sedamdesetih mediji javljaju da oko pola miliona stanovnika Jugoslavije žive kao "beskućnici". U ovom kontekstu izraz beskućnik označava ne nužno osobu koja provodi dane na ulici bez zaštite od atmosferskih i drugih prilika, i uglavnom bi ovi "beskućnici" bili primorani na prekarne uslove — život sa starijom rodbinom u premalim stanovima, iznajmljivanje stanova po preuveličanim cenama itd. Čest slučaj bi bio da osoba koja nije u mogućnosti da joj se dodeli društveni stan, kojih je u svakom trenutku samo u Beogradu falilo oko 50.000, skvotira u zajedničkim delovima društvene zgrade, najčešće na potkrovlju ili u vešernici zgrade.
U vremenu tranzicije u tržišnu ekonomiju gradilo se sve manje društvenih stanova. Plan vlade Zorana Đinđića je bio da od 2003. godine država gradi 1.100 pristupačnih stambenih jedinica svake godine. Pored toga je postojala inicijativa da se gradi još 5.000 samo u gradu Beogradu za preseljenje Roma koji žive u neuslovnim i nehigijenskim naseljima. Ipak, ništa nije ispunjeno pa je od 2003. do 2009. godine izgrađeno samo 320 "neprofitnih" stanova za izdavanje najugroženijima, da bi 2010. bilo izgrađeno samo 180 državnih stanova, oko kojih su se nadmetali 2.333 kandidata, i od kojih je samo 15% bilo namenjeno za najugroženije porodice. Inicijativa da se izgradi 5.000 jedinica za Rome je zaustavljena posle protesta lokalne populacije.
Pored toga, u Srbiji se nalazi hiljade izbeglica i prisilno raseljenih lica. Tu je, takođe, i na hiljade Roma koji žive u divljim naseljima od kartona i šper-ploče. Samo u Beogradu je do sada registrovano preko 1.200 beskućnika i pored mnogobrojnih objekata u kojima već godinama, pa i decenijama niko ne živi, a najčešće su u vlasništvu državnih organa.
Jer, nedostatak prostora hronična je stvar u Srbiji: žrtvama nasilja nedostaju bezbedni prostori, muzičarima prostori za probe, mladima prostor slobodan od roditeljskih očiju i ušiju, ljubiteljima pasa prostor za istrčavanje njihovih ljubimaca. Istovremeno, malo gde ima toliko prostora koji je napušten. A potreba za prostorom ovde se retko artikuliše u jasnu akciju.— Aleksej Kišjuhas, Prostor u-lice, Danas, 1. 6. 2006.
Neke neke forme skvotiranja, poput bespravnog useljenja i divljih naselja, su odavno prisutne u Srbiji. Neretko se u stanove sa nerešenim pitanjem vlasništva useljavaju izbeglice, Romi, beskućnici, socijalno ugroženi, pa i policajci, koji po službenoj dužnosti prvi saznaju kada premine vlasnik stana bez naslednika. Ipak, bespravno useljenje se nikada nije razvilo u društveni pokret, već je svaki akter zaposedanja (odnosno skvoter) težio da se o tome mnogo javno ne govori.

## Društveni centri u privatnom vlasništvu
U nedostatku skvotova, anarhističke i skvoterske grupe u Srbiji su u raznim periodima iznajmljivale prostore koji bi nudili sadržaje poput evropskih autonomnih društvenih centara, najčešće ujedno skvotova. Ovi centri su u glavnom bili otvoreni za javnost, i organizovali tribine, grupna čitanja fanzina, koncerte i svirke, akcije deljenja vegetarijanske hrane "Hrana ne oružje" i besplatne radnje. Ideja većine ovih centara bila je da prerastu u infošop, koji bi služio distribuciji ideoloških tekstova, što je česta anarhistička taktika.

### Pank kuća u Subotici
U Subotici je postojala pank kuća. Kuća je bila otvorena za javnost, pa je dosta ljudi prolazilo i besplatno noćilo u njoj. U Subotici je to bila kuća jednog lokalnog pankera, u koju je često upadala policija. Kuća je bila na lošem glasu zbog česte upotrebe teških droga. Tamo je uglavnom odlazila pank ekipa, a nekoliko budućih beogradskih skvotera je boravilo tamo. Priča se da mu je na kraju država oduzela kuću zbog neplaćanja kirije.

### Socijalni centar Južnog Beograda
U Resniku je zime 2002/2003. postojao Socijalni centar Južnog Beograda. Prostor je iznajmila ekipa iz kraja vezana za Grupu Dobre Volje, da bi imali gde da izlaze preko zime, i plaćalo ga je zajedno oko 30 ljudi. Prostorom su zajednički upravljali i dogovarali se oko dešavanja. Postojao je i kulturni program koji je uključivao prikazivanje filmova i koncerata, tribine, diskusije, organizovanje žurki itd. Dolazilo je omladine iz okolnih krajeva: Miljakovca, Jajinaca, Rakovice, Vidikovca, Banovog Brda, Ripnja i ostalih delova Beograda. Dobar deo ekipe kasnije učestvuje u stvaranju KUDRUC-a.

### BIGZ i AP13
BIGZ je bilo veliko izdavačko grafičko preduzeće, u čijoj su zgradi preko puta beogradskog sajma iznajmljivali prostorije mnogi beogradski stvaraoci. Pre svega, zgrada BIGZ-a je posebno značajna za nastanak Nove srpske scene. U zgradi Bigza vežbalo je više stotina bendova među kojima su: Štrebersi, DžDž, Metak Za Zlikovca, Autopark, Petrol, Repetitor, Sinestezija, Tobija, Damjan od Resnika, Bolesna Štenad, Brigand, Vox Populi, Dažd, S. A. R. S. i mnogi drugi. Muzičari BIGZ-a, organizovani u udruženje nazvano „Manekeni Bigza“, organizovali su niz manifestacija, među kojima su Festivalito i Bigz na Povetarcu.
Od juna 2011. do novembra 2014. na krovu zgrade postojao je džez klub Čekaonica. Na vrhu zgrade nalazila su se i dva prostora sa javnim programom – mala pozorišna scena koju su vodile sestre Milena i Jelena Bogavac i u kom se nalazio i dizajn studio mlade kreatorke Ane Zarubice, dok je u prostoru bivše fabričke menze smeštena organizacija koja se potpisuje kao smArt City. U zgradi su postojala i dva kluba, „U zmajevom gnezdu” i „Bigz scena”.
Već od 2012. deo javnosti se bunio da bi prodaja zgrade BIGZa bila primer džentrifikacije. Krajem 2015. gradonačelnik Siniša Mali najavio je prodaju zgrade BIGZa Soravija grupi, vlasniku hotela Radison Blu Old Mill hotel. Ipak, zgrada BIGZa iako podseća na skvot to nije, jer zakupci vlasniku u svakom trenutku plaćaju kiriju.
AP13 je bio autonomni prostor u BIGZ-u, koji je bio blisko povezan sa skvoterskim pokretom. U prostoru je bio otvoren infošop, često su se održavale svirke, benefit žurke, akcije Hrana ne oružje i slično.

## Skvoterski pokret
Skvotiranje se, kao vid aktivizma, javlja u Srbiji početkom 21. veka, najviše posredstvom interneta i iskustava mladih koji su bili u skvotovima u Hrvatskoj i Zapadnoj Evropi.
Skvoteri aktivisti su deo međunarodnog skvoterskog pokreta i održavaju veze preko globalne skvoterske mreže.

### Beograd
Prema neproverenim kazivanjima, u Beogradu je 1997/1998. postojao skvot pored Studentskog doma Slobodan Penezić, koji je policija, nakon nekoliko upada, ubrzo zatvorila. U njemu su uglavnom boravili lokalni pankeri.
U Beogradu je u prvoj polovini 2000-ih postojalo nekoliko javnih skvotova koji su služili kao kulturni centri. U početku su skvotovi bili kratkovečniji — Kuća u Proleterskih brigada, osnovana početkom 2003. preko puta tadašnjeg sedišta Demokratske stranke u Krunskoj ulici, ubrzo napuštena zbog vanrednog stanja; Bugarski konzulat u Hilandarskoj kog je skvotirao Rebel Maus između 2003. i 2004. i gde je ubrzo uhapšen sa većom količinom marihuane; Enterprajz 2068. na Adi Safari koji je 2005. sređivao kolektiv iz KUDRUC-a. Neki od uspešnijih bili su: Rebel House u Dobračinoj, AKCija ispod Brankovog mosta i KUDRUC u Kralja Milutina. U većini ovih skvotova učestvovala je Grupa Dobre Volje, koja je organizovala još i Socijalni centar Južnog Beograda, Gandža marš, časopis Neradnik i bendove S. A. R. S. i Damjan od Resnika.
Nakon 2011. kreće drugi talas skvoterskog pokreta u Srbiji, kada grupa oko nevladine organizacije Ministarstvo prostora organizuje, redom — Inex galeriju, Novi bioskop Zvezdu i alternativni umetnički prostor Kvaka 22.

#### Rebel House
Rebel House (Pobunjena kuća) je skvot koji se nalazio u Dobračinoj ulici, nedaleko od Trga Republike u Beogradu, a trajao je nekoliko meseci, od jeseni 2003. do početka 2004. Rebel Haus koja se često navodi kao prvi beogradski skvot, a dobio je ime po nadimku Saše Predića, "Rebel Mausa", koji se prvi uselio. Posle nekoliko inicijativa i akcija, dolaskom zime su se u skvot uselili narkomani, pa se stanari iseljavaju iz skvota, a narkomane ubrzo posle toga izbacuje policija.

#### AKC Akcija
AKC Akcija je bila kratkotrajni autonomni i alternativni kulturni centar ispod Brankovog mosta u Beogradu skvotiran krajem 2003. Nakon kontaktiranja opštine Stari grad sa projektom legalnog pretvaranja opštinskog praznog prostora (oko 1500m²) u kulturni centar, odgovoreno je pečaćenjem prostora i pretnjom zatvora, pa je početkom 2004. skvot napušten.

#### KUDRUC
KUDRUC (Kulturni društveni centar) je bio autonomni prostor omladinske potkulture u ulici Kralja Milutina 18 na Slaviji, nastao skvotiranjem jula 2004.
U njemu je bilo dešavanja poput besplatne radnje (poklanjanje i razmena starih stvari), hrane solidarnosti (besplatna vegetarijanska hrana), čajdžinice, čitaonice fanzina, muzičkih radionica i mnogobrojnih žurki, a ulaz na sva dešavanja je bio besplatan. U skvotu su često noćili stranci. Neposredno pored KUDRUC-a se nalazio i skvotirani kafić, DžKC (Džepni kulturni centar).
Posle više od godinu dana postojanja, skvot je, bez nekog posebnog razloga, napušten.

#### Inex galerija
Od aprila 2011. do avgusta 2015. funkcionisao je skvot Inex galerija, u zgradi nekadašnjeg preduzeća Ineks film u Višnjičkoj 76. Uoči zatvaranja ovog skvota održana je kolektivna izložba svih učesnika u galeriji Fakulteta likovnih umetnosti 22. avgusta 2015. Galerija je bila ideja Darka Stojkova i Ivana Jovanovića, i imala je dvadesetak žiriranih izložbi godišnje, dinamičnu međunarodnu saradnju, kao i podršku Ministarstva kulture Srbije.

#### Novi bioskop Zvezda
21. novembra 2014. grupa od oko 200 mladih aktivista iz neformalnog Pokreta za okupaciju bioskopa nezadovoljna stanjem u kulturi i propadanjem bioskopa okupirala je beogradski bioskop Zvezda na adresi Terazije 40 i održala nezvaničnu premijeru filma Neposlušni rediteljke Mine Đukić. Akciju je podržao reditelj Goran Marković.
Nekoliko dana kasnije, 26. novembra održana je tribina o spornoj privatizaciji Beograd filma. Na tribini govorio je reditelj Srđan Dragojević. Dragojević je podržao preispitivanje privatizacije s obzirom na to da je nakon vlasnik imao obavezu da tri godine nakon privatizacije održi delatnost bioskopa što nije učinio. Najavljeno je i pokretanje inicijative za preispitivanje privatizacije, a gradski sekretar za kulturu Vladan Vukosavljević, koji je posetio bioskop, obećao je pomoć gradskih vlasti u rešavanju komplikovane pravne situacije.
Na otvorenom razgovoru "Čija je ova Zvezda" održanom 4. decembra inicijativu je u određenoj meri podržao i Dragan Bjelogrlić, predstavnik novoformirane Grupacije za kinematografiju pri Privrednoj komori Srbije.
Povodom 100 dana okupacije, 1. marta 2015 pokret je predložio tadašnjem Ministru kulture Ivanu Tasovcu da na osnovu člana 33. Zakona o kulturnim dobrima država kulturno dobro Bioskop Zvezda oduzme nesavesnom vlasniku i preda tom pokretu kao privremenom staratelju.
Tokom prvih godinu dana postojanja, u Novom bioskopu Zvezda prikazano je oko 600 projekcija, bioskop je imao 80 hiljada posetilaca koji su skupili oko 100 hiljada dinara donacija. Od 25. avgusta do 17. septembra 2016. u galeriji Artget Kulturnog centra Beograda, održana je izložba Mi smo ovde fotografa Fadila Šarkija na temu okupacije bioskopa Zvezda.
Novi bioskop Zvezda i dalje uspešno radi.

### Babušnica
U Babušnici je otvoren skvot Savremeni dom 8. novembra 2005. od strane lokalne pank scene. Skvot se nalazio u nekadašnjim prostorijama prodajnog salona preduzeća za proizvodnju nameštaja Savremeni dom.
U njega su svraćali pank bendovi, koji imaju svirke u Nišu i okolini, na prenoćište. Beogradski krast pank bend Nakot imao je svoj prvi nastup u Savremenom domu. Skvot je bio opremljen stolom i opremom za stoni tenis.
Zatvoren je par godina kasnije.

### Skvoterska letovališta
Skvoteri često letuju u divljim kampovima širom Srbije ili na crnogorskom primorju. Na crnogorskom primorju ima nekoliko divljih kampova: tvrđava Arza na Žanjicama u Bokeljskom zalivu, Kamenovo kod Budve, Zagrađe kod Sutomora, ušće reke Bojane, itd. koje većinom posećuju mladi umetnici, pesnici, filozofi, cirkusanti, žongleri, muzičari i ini.

## Skvotiranje van okvira pokreta
I van okvira skvoterskog pokreta, bespravna useljenja su čest slučaj u Srbiji. Najčešće je ovo izazvano stambenom nestašicom ili slabo regulisanim pravnim statusom vlasništva nad nekom površinom ili objektom.

### Skvotirane bašte
Skvotirane bašte su čest problem u Srbiji. Najčešće osobe koje žive u prizemljima zgrada nelegalno ograđuju javnu površinu ispod svog prozora. Ovaj problem u gradu Beogradu regulisan je odlukom gradske skupštine o komunalnom redu od aprila 2011. godine.

### Romi skvoteri
Romi, po pravilu, skvotiraju za život, jer ih je “muka naterala”. Iako često zauzimaju napuštene prostore, ipak nisu deo šireg skvoterskog pokreta, zbog mnogih razloga među koje spadaju: kulturološke razlike, nedostatak informacija, nezainteresovanost, itd. Međutim, neki od njih koji su dolazili u kontakt sa beogradskim skvoterima su počeli sebe takođe nazivati skvoterima. Romi skvoteri iz komšiluka Kudruca trenutno žive u zauzetoj kući na Voždovcu, pored Fakulteta političkih nauka.

## Literatura
- Jelena Škara, Skvotiranje, studentski rad, Fakultet političkih nauka Beograd.
- Pavlica, Damjan (2007). Skvoterski pokret. Beograd. Приступљено 23. 10. 2018.

## Spoljašnje veze
- Tica, Vladimir (2006). „Deca skvota”. UPS!Magazin (2). Архивирано из оригинала 18. 11. 2006. г. Приступљено 22. 10. 2018.
- Okupatori napuštenih zgrada (članak iz Politike)
- Jedini beogradski skvot: prazna velika kuća (članak iz Vremena)
- KUDRUC (stari sajt)